# Liste der Baudenkmale in Waren (Müritz)
In der Liste der Baudenkmale in Waren (Müritz) sind alle denkmalgeschützten Bauten der Stadt Waren (Müritz) (Mecklenburg-Vorpommern) aufgelistet. Grundlage ist die Veröffentlichung der Denkmalliste des Landkreises Müritz mit dem Stand vom April 2010.

## Legende
In den Spalten befinden sich folgende Informationen:
- ID-Nr: Die Nummer wird von den Denkmalämtern der Landkreise vergeben. Wenn sie nicht bekannt ist, bleibt die Spalte leer. In dieser Spalte kann sich zusätzlich das Wort Wikidata befinden, der entsprechende Link führt zu Angaben zu diesem Denkmal bei Wikidata.
- Lage: die Adresse des Denkmales und die geographischen Koordinaten.
Link zu einem Kartenansichtstool, um Koordinaten zu setzen. In der Kartenansicht sind Denkmale ohne Koordinaten mit einem roten bzw. orangen Marker dargestellt und können in der Karte gesetzt werden. Denkmale ohne Bild sind mit einem blauen bzw. roten Marker gekennzeichnet, Denkmale mit Bild mit einem grünen bzw. orangen Marker.
- Bezeichnung: Bezeichnung, so wie sie in den offiziellen Listen der Denkmalämter steht. Ein Link hinter der Bezeichnung führt zum Wikipedia-Artikel über das Denkmal. Wenn die Bezeichnung der Denkmalämter inhaltlich fehlerhaft ist, ist in der Spalte „Beschreibung“ darauf hinzuweisen.
- Beschreibung: Beschreibung des Denkmales
- Bild: ein Bild des Denkmales und gegebenenfalls einen Link zu weiteren Fotos des Denkmals im Medienarchiv Wikimedia Commons

## Waren
| ID   | Lage                                       | Bezeichnung | Beschreibung | Bild |
| ---- | ------------------------------------------ | --- | --- | --- |
|      | Alter Markt 13 (Karte)                     | Wohnhaus | | Wohnhaus |
|      | Alter Markt 14 (Karte)                     | Wohnhaus mit rückwärtigem Nebengebäude | | Wohnhaus mit rückwärtigem Nebengebäude |
|      | Alter Markt (Karte)                        | Straßenpflasterung | | Straßenpflasterung |
|      | Amsee 6 (Karte)                            | Klinik Amsee Anlage mit Hauptgebäude (Haus E), Bettenhaus (Haus B), Lagerhalle (Haus G), Transformatorenhaus/Pumpstation (Haus K) und Amsee 4b (ehemaliges Ärztehaus) | | Klinik Amsee Anlage mit Hauptgebäude (Haus E), Bettenhaus (Haus B), Lagerhalle (Haus G), Transformatorenhaus/Pumpstation (Haus K) und Amsee 4b (ehemaliges Ärztehaus) |
|      | Am Seeufer 22 (Karte)                      | Wohnhaus | | Wohnhaus |
|      | Am Tiefwarensee (Karte)                    | Gedenkstein für Warener Synagoge | | Gedenkstein für Warener Synagoge |
|      | Am Weinbergschloß (Karte)                  | Gedenkstein für Richard Wossidlo | | Gedenkstein für Richard Wossidlo |
|      | Bahnhofstraße (Karte)                      | Bahnhof mit Empfangsgebäude und Güterabfertigungsgebäude | Der Bahnhof wurde 1886 eröffnet, aus jener Zeit stammt das Empfangsgebäude, das den 1920er Jahren erweitert wurde. | Weitere Bilder |
|      | Bahnhofstraße 5 (Karte)                    | Wohnhaus | | Wohnhaus |
|      | Bahnhofstraße 16/17 (Karte)                | Wohnhaus | | Wohnhaus |
|      | Bahnhofstraße 20/Malchiner Str. 24 (Karte) | Wohn- und Geschäftshaus | | Wohn- und Geschäftshaus |
|      | Beethovenstraße 4 (Karte)                  | Wohnhaus, Eingangsbereich | | Wohnhaus, Eingangsbereich |
|      | Clara-Zetkin-Straße 1/2/3 (Karte)          | Wohnblock (Westsiedlung Waren) | | |
|      | Clara-Zetkin-Straße 1a/1b/1c (Karte)       | Wohnblock | | |
|      | Clara-Zetkin-Straße 4/5/6 (Karte)          | Wohnblock | | |
|      | Clara-Zetkin-Straße 21 (Karte)             | Wohnhaus | | |
|      | Einsteinstraße 1 (Karte)                   | Wohnhaus | | |
|      | Einsteinstraße 5 (Karte)                   | Wohnhaus | | |
|      | Falkenhäger Weg (Karte)                    | Friedenshain (Bungenberg) | | Friedenshain (Bungenberg) |
|      | Federower Weg 1 (Karte)                    | geothermisches Heizwerk | | geothermisches Heizwerk |
|      | Feldstraße (Karte)                         | jüdischer Friedhof mit Gedenkstein und Gedenktafel | | jüdischer Friedhof mit Gedenkstein und Gedenktafel |
|      | Feldstraße 9 (Karte)                       | Gehöft mit Allee | | Weitere Bilder |
|      | Fischerstraße 1 (Karte)                    | Wohnhaus | | Wohnhaus |
|      | Fontanestraße 6 (Karte)                    | Wohnhaus | | |
|      | Fontanestraße 25a (Karte)                  | Wohnhaus | | |
|      | Friedensstraße 3 (Karte)                   | Wohnhaus | | Wohnhaus |
|      | Friedensstraße 5 (Karte)                   | Müritz-Museum | | Müritz-Museum |
|      | Friedensstraße 6 (Karte)                   | Wohnhaus mit Fachwerkstall auf dem Hinterhof | | Wohnhaus mit Fachwerkstall auf dem Hinterhof |
|      | Friedensstraße 11 (Karte)                  | Wohnhaus (Verwaltung) | | Wohnhaus (Verwaltung) |
|      | Friedrich-Engels-Platz 1/1a/3/5/7 (Karte)  | Wohnblock | | |
|      | Friedrich-Engels-Platz 4/6/8 (Karte)       | Wohnblock | | |
|      | Gerhart-Hauptmann-Allee 6 (Karte)          | Verwaltungsgebäude mit ... | | |
|      | Gerhart-Hauptmann-Allee 6a                 | ... rückwärtigem Gerätehaus | | |
|      | Gerhart-Hauptmann-Allee 7 (Karte)          | Wohnhaus | | |
|      | Gerhart-Hauptmann-Allee 8 (Karte)          | Wohnhaus | | |
|      | Gerhart-Hauptmann-Allee 15 (Karte)         | Wohnhaus | | |
|      | Gerhart-Hauptmann-Allee 17 (Karte)         | Wohnhaus | | |
|      | Gerhart-Hauptmann-Allee 56 (Karte)         | Wohnhaus | | |
|      | Gerhart-Hauptmann-Allee 63 (Karte)         | Wohnhaus | | |
|      | Gievitzer Straße (Karte)                   | Wohnhaus | Städtischer Friedhof mit Kapelle Mausoleum Engelke, Mausoleum König, Mausoleum Lemcke, Mausoleum Suding, südliches Friedhofsportal, Grabmal Aug. Langfeldt, Grabmal Michaelis, Grabstein Ehrick, Grabstein Emmerich, Grabsäule Tresckow, Grabstelle für die im Zweiten Weltkrieg gefallenen deutschen Soldaten, Grabstelle für die im Zweiten Weltkrieg gefallenen sowjetischen und polnischen Zivilpersonen, Grabstelle für die politisch Verfolgten des NS-Regimes (VdN), Grabzeichen der Fam. Köhler (3 Grabkreuze), Grabstein des Joachim Dau und Grabstein der Christel Köhler | Wohnhaus |
|      | Goethestraße 20 (Karte)                    | Wohnhaus und Garage | | |
|      | Goethestraße 35 (Karte)                    | Wohnhaus | | Wohnhaus |
|      | Goethestraße 38 (Karte)                    | Hofgebäude (Kacheltöpferei) | | |
|      | Goethestraße 39 (Karte)                    | Gedenktafel Sobottka | | |
|      | Goethestraße 42 (Karte)                    | Wohnhaus | | |
|      | Goethestraße 45 (Karte)                    | Wohnhaus | | |
|      | Goethestraße 46 (Karte)                    | Wohnhaus | | |
|      | Große Burgstraße 15 (Karte)                | Wohnhaus | | Wohnhaus |
|      | Große Burgstraße 16 (Karte)                | Wohnhaus | | |
|      | Große Burgstraße 19 (Karte)                | Wohnhaus | | Wohnhaus |
|      | Große Burgstraße 20 (Karte)                | Wohnhaus | | Wohnhaus |
|      | Große Burgstraße 21 (Karte)                | Wohnhaus | | Wohnhaus |
|      | Große Burgstraße 26 (Karte)                | Wohnhaus | | Wohnhaus |
|      | Große Grüne Straße 7 (Karte)               | Wohnhaus | | Wohnhaus |
|      | Große Grüne Straße 11 (Karte)              | Wohnhaus | | Wohnhaus |
|      | Große Grüne Straße 22 (Karte)              | Wohnhaus | | Wohnhaus |
|      | An der Großen Mauerstraße                  | Reste der ehemaligen Stadtmauer | | |
|      | Große Wasserstraße 3 (Karte)               | Wohnhaus | | Wohnhaus |
|      | Große Wasserstraße 5 (Karte)               | Wohnhaus | | Wohnhaus |
|      | Große Wasserstraße 13 (Karte)              | Wohnhaus | | Wohnhaus |
|      | Große Wasserstraße 25 (Karte)              | Wohnhaus | | Wohnhaus |
|      | Große Wasserstraße 28 (Karte)              | Stall an der oberen Wallstraße | | |
|      | Güstrower Straße 5 (Karte)                 | Schule (ehemaliges Maltzaneum) | | Schule (ehemaliges Maltzaneum) |
|      | Güstrower Straße 9 (Karte)                 | Wohn- und Geschäftshaus | | Wohn- und Geschäftshaus |
|      | Güstrower Straße 10 (Karte)                | Traufgesims des Wohnhauses | | Traufgesims des Wohnhauses |
|      | Güstrower Straße 11 (Karte)                | Richard-Wossidlo-Gymnasium mit Turnhalle | | Richard-Wossidlo-Gymnasium mit Turnhalle |
|      | Güstrower Straße 11 (Karte)                | ehemalige Goetheschule | | |
|      | Güstrower Straße 12 (Karte)                | Rest eines Torhauses | | Rest eines Torhauses |
|      | Güstrower Straße 18 (Karte)                | rückwärtiger Pferdestall | | rückwärtiger Pferdestall |
|      | Güstrower Straße 24 (Karte)                | Post | | |
|      | Hafenstraße 1 (Karte)                      | mittelalterlicher Keller | | |
|      | Karl-Liebknecht-Straße 19 (Karte)          | Wohnhaus | | |
|      | Karl-Liebknecht-Straße 23 (Karte)          | Wohnhaus | | |
|      | Kietzstraße 7 (Karte)                      | Wohnhaus | | Wohnhaus |
|      | Kietzstraße 10 (Karte)                     | ehemaliges Landratsamt | | ehemaliges Landratsamt |
|      | Kietzstraße 11 (Karte)                     | ehemaliges Schulamt | | ehemaliges Schulamt |
|      | Kietzstraße 16 (Karte)                     | ehemalige Auguste-Sprengel-Schule | | ehemalige Auguste-Sprengel-Schule |
|      | Kietzstraße (Karte)                        | Gedenkstein für die ermordeten Häftlinge des KZ Retzow-Waren | | Gedenkstein für die ermordeten Häftlinge des KZ Retzow-Waren |
|      | Kietzstraße (Karte)                        | Kriegerdenkmal für die Opfer der Weltkriege | | Kriegerdenkmal für die Opfer der Weltkriege |
|      | Kietzstraße 18-21 (Karte)                  | Speicher mit … | | Speicher mit … |
|      | Kietzstraße 17 a-d (Karte)                 | … Fachwerknebengebäude | | … Fachwerknebengebäude |
|      | (Karte)                                    | Katholische Kirche Zum Heiligen Kreuz | | Katholische Kirche Zum Heiligen Kreuz |
|      | (Karte)                                    | Kirche St. Georgen | | Kirche St. Georgen |
|      | (Karte)                                    | Kirche St. Marien | | Kirche St. Marien |
|      | Kirchenstraße 5 (Karte)                    | Wohnhaus | | Wohnhaus |
|      | Kirchenstraße 16 (Karte)                   | Alte Feuerwache | | Alte Feuerwache |
|      | Kirchenstraße 25 (Karte)                   | Speicher | | Speicher |
|      | Lange Straße 5 (Karte)                     | Wohn- und Geschäftshaus | | Wohn- und Geschäftshaus |
|      | Lange Straße 7 (Karte)                     | Wohn- und Geschäftshaus | | Wohn- und Geschäftshaus |
|      | Lange Straße 8 (Karte)                     | mittelalterlicher Keller | | |
|      | Lange Straße 13 (Karte)                    | Wohnhaus | | Wohnhaus |
|      | Lange Straße 17 (Karte)                    | Wohn- und Geschäftshaus | | Wohn- und Geschäftshaus |
|      | Lange Straße 19 (Karte)                    | Wohn- und Geschäftshaus | | Wohn- und Geschäftshaus |
|      | Lange Straße 22 (Karte)                    | Stadtarchiv | | Stadtarchiv |
|      | Lange Straße 41 (Karte)                    | Wohnhaus | | Wohnhaus |
|      | Lange Straße 43 (Karte)                    | Wohnhaus | | Wohnhaus |
|      | Lange Straße 46 (Karte)                    | Wohn- und Geschäftshaus | | Wohn- und Geschäftshaus |
|      | Lange Straße 50 (Karte)                    | Wohn- und Geschäftshaus | | Wohn- und Geschäftshaus |
|      | Lange Straße 51 (Karte)                    | ehemaliges Hotel Stadt Hamburg | | ehemaliges Hotel Stadt Hamburg |
|      | Lange Straße 56 (Karte)                    | Wohn- und Geschäftshaus | | Wohn- und Geschäftshaus |
|      | Malchiner Straße 16a (Karte)               | Wasserturm | | Wasserturm |
|      | Malchiner Straße 24 (Karte)                | Wohn- und Geschäftshaus | | Wohn- und Geschäftshaus |
|      | Marien-Kirchplatz (Karte)                  | Lehmfachwerkgebäude gegenüber dem Westturm der Kirche | | |
|      | Mozartstraße 57 (Karte)                    | Wohnblock | | |
|      | Mozartstraße 66 (Karte)                    | Wohnhaus | | |
|      | Mozartstraße 68 (Karte)                    | Wohnhaus | | |
|      | Mozartstraße 72 (Karte)                    | Wohnblock | | |
|      | Mühlenberg (Karte)                         | Kriegerdenkmal 1870/71 | | Kriegerdenkmal 1870/71 |
|      | Mühlenstraße 1 (Karte)                     | Wohn- und Geschäftshaus | | Wohn- und Geschäftshaus |
|      | Mühlenstraße 2 (Karte)                     | Wohnhaus | | Wohnhaus |
|      | Mühlenstraße 6 (Karte)                     | Wohnhaus | | Wohnhaus |
|      | Mühlenstraße 13 (Karte)                    | Pfarrhaus | | Pfarrhaus |
|      | Müritzstraße 18 (Karte)                    | Wohnhaus mit Hofbebauung | | |
|      | Nesselberg (Karte)                         | Wasserturm | | Wasserturm |
|      | Neuer Markt 1 (Karte)                      | Rathaus | | Rathaus |
|      | Neuer Markt 13 (Karte)                     | Wohnhaus | | Wohnhaus |
|      | Neuer Markt 14 (Karte)                     | Wohn- und Geschäftshaus | | Wohn- und Geschäftshaus |
|      | Neuer Markt 17 (Karte)                     | Wohn- und Geschäftshaus | | Wohn- und Geschäftshaus |
| 1062 | Neuer Markt 18 (Karte)                     | Wohn- und Geschäftshaus | | Wohn- und Geschäftshaus |
|      | Neuer Markt 19 (Karte)                     | Wohn- und Geschäftshaus | | Wohn- und Geschäftshaus |
|      | Neuer Markt 21 (Karte)                     | Löwenapotheke | | Löwenapotheke |
|      | Neuer Markt 22 (Karte)                     | Wohn- und Geschäftshaus | | Wohn- und Geschäftshaus |
|      | Oberwallstraße/Ecke Marktstraße (Karte)    | Rest der Stadtmauer | | Rest der Stadtmauer |
|      | Papenbergstraße 14 (Karte)                 | Gedenktafel am ehemaligen Wohnhaus von Paul Rachow | | |
|      | Papenbergstraße 30a (Karte)                | Transformatorenhaus | | Transformatorenhaus |
|      | Pestalozzistraße                           | ehemaliges Kinderheim G. Spettmann | | |
|      | Richard-Wossidlo-Str. 6 (Karte)            | ehemalige Volkshochschule | | ehemalige Volkshochschule |
|      | Richard-Wossidlo-Str. 7 (Karte)            | ehemaliges Internat | | ehemaliges Internat |
|      | Richterstraße 12 (Karte)                   | Wohnhaus | | Wohnhaus |
|      | Richterstraße (Karte)                      | Straßenpflasterung | | Straßenpflasterung |
|      | Röbeler Chaussee 2/4 (Karte)               | Wohnblock | | |
|      | Rosenstraße 2 (Karte)                      | Wohnhaus | | Wohnhaus |
|      | Rosenthalstraße 26a (Karte)                | Eiskeller 3 Gewölbe | | |
|      | Sankt Georgenkirchplatz 2 (Karte)          | Wohnhaus | | |
|      | Schulstraße 2 (Karte)                      | Wohn- und Geschäftshaus | | Wohn- und Geschäftshaus |
|      | Schulstraße 4 (Karte)                      | Wohnhaus (ehemalige Schule) | | Wohnhaus (ehemalige Schule) |
|      | Schulstraße 5 (Karte)                      | Wohnhaus | | Wohnhaus |
|      | Specker Straße 3 (Karte)                   | Hospital (Haus Ecktannen) | | |
|      | Strandstraße 1 (Karte)                     | backsteinsichtiges Speichergebäude | | backsteinsichtiges Speichergebäude |
|      | Strandstraße 2 (Karte)                     | putzsichtiges Speichergebäude | | putzsichtiges Speichergebäude |
|      | Strandstraße                               | Gaswerk-Rest | | |
|      | Strandstraße                               | Stadtmauerreste | | |
|      | Strelitzer Straße 32 (Karte)               | Fritz-Reuter-Schule | | |
|      | Teterower Straße 27 (Karte)                | ehemalige Zuckerfabrik, Wohnblock | | |
|      | Teterower Straße 28 (Karte)                | ehemalige Zuckerfabrik, Wohnhaus | | |
|      | Teterower Straße 31 (Karte)                | ehemalige Zuckerfabrik, Wohnhaus | | |
|      | Teterower Straße 36                        | ehemalige Zuckerfabrik, Wohnhaus | | |
|      | Thomas-Mann-Straße 1/2/3 (Karte)           | Wohnblock | | |
|      | Thomas-Mann-Straße 4/5 (Karte)             | Wohnblock | | |
|      | Thomas-Mann-Straße 6/7/8 (Karte)           | Wohnblock | | |
|      | Thomas-Mann-Straße 9/10/11 (Karte)         | Wohnblock | | |
|      | Thomas-Mann-Straße 12/13/14 (Karte)        | Wohnblock | | |
|      | Walter-Rathenau-Straße 12 (Karte)          | Wohnhaus | | |
|      | Weinbergstraße 18/19 (Karte)               | Gedenkstein Hermann Matz | | |
|      | Werder Weg (Stüde)                         | Denkmal für die im Zweiten Weltkrieg gefallenen russischen Soldaten                                                                                                   | | |
|      | Werder Weg (Stüde)                         | Eiskeller | | |
|      | Wiesenstraße (Karte)                       | Transformatorenstation | | Transformatorenstation |

## Neu Falkenhagen
| ID | Lage                             | Bezeichnung                    | Beschreibung | Bild                          |
| -- | -------------------------------- | ------------------------------ | ------------ | ----------------------------- |
|    | Birkenstraße 6/6a (Karte)        | Wohnhaus                       |              |                               |
|    | Birkenstraße 8/10A/10B (Karte)   | Wohnhaus                       |              |                               |
|    | Birkenstraße 12/14/16/18 (Karte) | Wohnhaus                       |              |                               |
|    | Zu den Linden 16 (Karte)         | Gutsanlage mit ehem. Gutshaus  |              | Gutsanlage mit ehem. Gutshaus |
|    | Zu den Linden 18/20              | Wirtschaftsgebäude (Nordseite) |              |                               |

## Schwenzin
| ID | Lage                | Bezeichnung                                          | Beschreibung | Bild |
| -- | ------------------- | ---------------------------------------------------- | ------------ | ---- |
|    | Schwenzin 6 (Karte) | Gärtnerei mit Einfriedung                            |              |      |
|    | Schwenzin 6         | Portal                                               |              |      |
|    | Schwenzin 6         | Glashaus (sog. Weinhaus mit der Mauer als Längswand) |              |      |
|    | Schwenzin 6         | Glashaus (1924 erbaut, bereits beheizbar)            |              |      |

## Ehemalige Denkmale in Waren
| ID | Lage                     | Bezeichnung                                       | Beschreibung                                                                                  | Bild     |
| -- | ------------------------ | ------------------------------------------------- | --------------------------------------------------------------------------------------------- | -------- |
|    | Am Seeufer 60 (Karte)    | Schlachthof, Kontorhaus und südliches Quergebäude | In der Denkmaldatenbank des Landkreises nicht enthalten, vor Ort nicht auffindbar (Juni 2020) |          |
|    | Bahnhofstraße 2a (Karte) | Wohnhaus                                          | Gebäude wurde in der Denkmalliste gelöscht                                                    |          |
|    | Fischerstraße 14 (Karte) | Wohnhaus                                          | Gebäude wurde in der Denkmalliste gelöscht.                                                   | Wohnhaus |
|    | Fischerstraße 24 (Karte) | Wohnhaus                                          | Gebäude wurde in der Denkmalliste gelöscht.                                                   |          |
|    | Fontanestraße 4 (Karte)  | Gartenhaus                                        | Gebäude wurde in der Denkmalliste gelöscht.                                                   |          |

## Quelle
- Karte der Baudenkmale im Geoportal des Landkreises